# 底蓬镇
底蓬镇，是中华人民共和国四川省宜宾市江安县曾经下辖的一个镇。2019年8月，撤销蟠龙乡和底蓬镇，将其所属行政区域和留耕镇黄土村所属行政区域划归夕佳山镇管辖。

## 行政区划
底蓬镇撤销前下辖以下地区：
底蓬社区、底蓬村、吉庆村、文武村、元通村、金银村、小阳村、石龙村、白家村、茶元村、下午村、李湾村、月台村、水村、梅溪村、邵湾村、大田村和元述村。